# Sindaci di Lecce
Di seguito l'elenco cronologico dei sindaci di Lecce e delle altre figure apicali equivalenti che si sono succedute nel corso della storia.

## Regno di Napoli (1446-1805)
| Periodo | Periodo | Primo cittadino                 | Partito | Carica  | Note  |
| ------- | ------- | ------------------------------- | ------- | ------- | ----- |
| 1446    |         | Goffredo Bartolomei             |         | Sindaco | -     |
| 1447    |         | Niccolò Piccinno                |         | Sindaco | -     |
| 1448    |         | Nicola de Argenteriis           |         | Sindaco | -     |
| 1449    |         | Roberto de Strudà               |         | Sindaco | -     |
| 1450    |         | Tommaso Rante                   |         | Sindaco | -     |
| 1452    |         | Tommaso Rante                   |         | Sindaco | -     |
| 1459    |         | Oliviero de Argenteriis         |         | Sindaco | -     |
| 1462    |         | Luigi Ammirato                  |         | Sindaco | -     |
| 1464    |         | Andrea De Mari                  |         | Sindaco | -     |
| 1465    |         | Andriolo Condò                  |         | Sindaco | -     |
| 1467    |         | Andrea De Mari                  |         | Sindaco | -     |
| 1468    |         | Gurrello Ammirato               |         | Sindaco | -     |
| 1469    |         | Francesco Strivillo             |         | Sindaco | -     |
| 1471    |         | Giovanni Tarallo                |         | Sindaco | -     |
| 1474    |         | Roberto de Orimina              |         | Sindaco | -     |
| 1477    |         | Giliberto de Argenteriis        |         | Sindaco | -     |
| 1479    |         | Nuzzo Andrano                   |         | Sindaco | -     |
| 1480    |         | Francesco de Orimina            |         | Sindaco | -     |
| 1484    |         | Giacomo Paladini                |         | Sindaco | -     |
| 1485    |         | Giliberto de Argenteriis        |         | Sindaco | -     |
| 1487    |         | Nuzzo Andrano                   |         | Sindaco | -     |
| 1488    |         | Giovanni Turrisi                |         | Sindaco | -     |
| 1489    | 1490    | Nuzzo Andrano                   |         | Sindaco | -     |
| 1491    |         | Stefano Paladini                |         | Sindaco | -     |
| 1494    |         | Nuzzo Andrano                   |         | Sindaco | -     |
| 1495    |         | Raffaele Lubelli                |         | Sindaco | -     |
| 1496    |         | Pirro Drimi                     |         | Sindaco | -     |
| 1497    |         | Nicola Piccolo                  |         | Sindaco | -     |
| 1498    |         | Stefano Baroni                  |         | Sindaco | -     |
| 1499    |         | Antonio Tarallo                 |         | Sindaco | -     |
| 1500    |         | Giliberto de Argenteriis        |         | Sindaco | -     |
| 1506    |         | Marsilio Catani                 |         | Sindaco | -     |
| 1507    |         | Antonio Drimi                   |         | Sindaco | -     |
| 1509    |         | Rauccio Marescallo              |         | Sindaco | -     |
| 1510    |         | Giovanni Condò                  |         | Sindaco | -     |
| 1511    |         | Raffaele Lubelli                |         | Sindaco | -     |
| 1512    |         | Geronimo da Morrone             |         | Sindaco | -     |
| 1514    |         | Stefano Baroni                  |         | Sindaco | -     |
| 1515    |         | Francesco Verardi               |         | Sindaco | -     |
| 1516    |         | Giulio Venuto                   |         | Sindaco | -     |
| 1517    |         | Rauccio Marescallo              |         | Sindaco | -     |
| 1518    |         | Francesco Cerasino              |         | Sindaco | -     |
| 1519    |         | Giovanni Tommaso Raymo          |         | Sindaco | -     |
| 1520    |         | Francesco Occhibianco           |         | Sindaco | -     |
| 1521    |         | Giovanni Tarallo                |         | Sindaco | -     |
| 1522    |         | Luigi de Orimina                |         | Sindaco | -     |
| 1524    |         | Vincenzo Guarino                |         | Sindaco | -     |
| 1525    |         | Girolamo Rizzo                  |         | Sindaco | -     |
| 1526    |         | Giulio Venuto                   |         | Sindaco | -     |
| 1527    |         | Federico Tafuri                 |         | Sindaco | -     |
| 1528    |         | Giovan Battista Turrisi         |         | Sindaco | -     |
| 1529    |         | Giovan Maria Guarino            |         | Sindaco | -     |
| 1530    |         | Leonardo Camassa                |         | Sindaco | -     |
| 1531    |         | Giovan Battista Teosino         |         | Sindaco | -     |
| 1532    |         | Paolo Ferraris                  |         | Sindaco | -     |
| 1533    |         | Raimondo Barrera                |         | Sindaco | -     |
| 1534    |         | Niccolò Baccone                 |         | Sindaco | -     |
| 1535    |         | Francesco Verardi               |         | Sindaco | -     |
| 1536    |         | Jacopo Raho                     |         | Sindaco | -     |
| 1537    |         | Belisario Prato                 |         | Sindaco | -     |
| 1538    |         | Berardo Muccinico               |         | Sindaco | -     |
| 1539    |         | Scipione Prato                  |         | Sindaco | -     |
| 1540    |         | Giulio Tarallo                  |         | Sindaco | -     |
| 1541    |         | Federico Bozzi Corso            |         | Sindaco | -     |
| 1542    |         | Giosafatte de Russis            |         | Sindaco | -     |
| 1543    |         | Ludovico Perrone                |         | Sindaco | -     |
| 1544    |         | Scipione Barba                  |         | Sindaco | -     |
| 1545    |         | Ludovico Guarino                |         | Sindaco | -     |
| 1546    |         | Tiberio Garrisio                |         | Sindaco | -     |
| 1547    |         | Leonardo Coletta                |         | Sindaco | -     |
| 1548    |         | Marcantonio Giudici             |         | Sindaco | -     |
| 1550    |         | Francesco Antonio Stomeo        |         | Sindaco | -     |
| 1551    |         | Federico Mettola                |         | Sindaco | -     |
| 1552    |         | Coriolano Madalone              |         | Sindaco | -     |
| 1553    |         | Pomponio Rayno                  |         | Sindaco | -     |
| 1554    |         | Giovan Battista Pandolfo        |         | Sindaco | -     |
| 1555    |         | Giovan Battista Verardi         |         | Sindaco | -     |
| 1556    |         | Annibale Giaconia               |         | Sindaco | -     |
| 1557    |         | Teofilo Zimara                  |         | Sindaco | -     |
| 1558    |         | Giovanni Paolo Mele             |         | Sindaco | -     |
| 1559    |         | Agilberto Musco                 |         | Sindaco | -     |
| 1560    |         | Aspraguerra Caputo              |         | Sindaco | -     |
| 1561    |         | Guglielmo Prato                 |         | Sindaco | -     |
| 1562    |         | Giovanni Paolo Mele             |         | Sindaco | -     |
| 1563    |         | Giovan Maria Marescallo         |         | Sindaco | -     |
| 1564    |         | Nicolò Antonio Rapanà           |         | Sindaco | -     |
| 1565    |         | Giovan Filippo Prato            |         | Sindaco | -     |
| 1567    | 1568    | Martino Fulgenzio della Monica  |         | Sindaco | -     |
| 1568    | 1569    | Gaspare Condò                   |         | Sindaco | -     |
| 1571    |         | Francesco Antonio Maramonte     |         | Sindaco | -     |
| 1573    |         | Paduano Guarino                 |         | Sindaco | -     |
| 1575    |         | Selvaggio Guarino               |         | Sindaco | -     |
| 1576    |         | Giovan Battista Gravili         |         | Sindaco | -     |
| 1577    |         | Gaspare Maramonte               |         | Sindaco | -     |
| 1578    |         | Giacomo Baccone                 |         | Sindaco | -     |
| 1579    |         | Giovanni Giacomo Muscia         |         | Sindaco | -     |
| 1580    |         | Scipione Stromeo                |         | Sindaco | -     |
| 1581    |         | Luigi Antonio Perrone           |         | Sindaco | -     |
| 1582    |         | Lucrezio Baccone                |         | Sindaco | -     |
| 1583    |         | Donato Antonio Ferrari          |         | Sindaco | -     |
| 1584    |         | Raimondo Pisacane               |         | Sindaco | -     |
| 1585    |         | Girolamo Verardi                |         | Sindaco | -     |
| 1586    |         | Nicolò Tarallo                  |         | Sindaco | -     |
| 1587    |         | Vincenzo Bozzi Corso            |         | Sindaco | -     |
| 1588    |         | Giulio Antonio Stromeo          |         | Sindaco | -     |
| 1589    |         | Giovanni Giacomo Muccio         |         | Sindaco | -     |
| 1590    |         | Geronimo Pandolfo               |         | Sindaco | -     |
| 1591    |         | Marco Antonio Prato             |         | Sindaco | -     |
| 1592    |         | Pietro Mocenigo                 |         | Sindaco | -     |
| 1593    |         | Vittorio Prioli                 |         | Sindaco | -     |
| 1594    |         | Geronimo Pandolfo               |         | Sindaco | -     |
| 1595    |         | Tobia Staibano                  |         | Sindaco | -     |
| 1596    |         | Mario De Marenis                |         | Sindaco | -     |
| 1597    |         | Leonardo Prato                  |         | Sindaco | -     |
| 1598    |         | Cesare Gravili                  |         | Sindaco | -     |
| 1599    |         | Cesare Belli                    |         | Sindaco | -     |
| 1600    |         | Raimondo Pisacane               |         | Sindaco | -     |
| 1601    |         | Giovanni Giacomo Muscio         |         | Sindaco | -     |
| 1602    |         | Alessandro Vadacca              |         | Sindaco | -     |
| 1603    |         | Leonardo Prato                  |         | Sindaco | -     |
| 1604    |         | Ascanio Rante                   |         | Sindaco | -     |
| 1605    |         | Ludovico Perrone                |         | Sindaco | -     |
| 1606    |         | Mariano Surano                  |         | Sindaco | -     |
| 1607    |         | Leonardo Prato                  |         | Sindaco | -     |
| 1609    |         | Marcantonio Giudici             |         | Sindaco | -     |
| 1610    |         | Tiberio Stabile                 |         | Sindaco | -     |
| 1612    |         | Leonardo Prato                  |         | Sindaco | -     |
| 1613    |         | Francesco Antonio Maddalone     |         | Sindaco | -     |
| 1614    |         | Cesare Prato                    |         | Sindaco | -     |
| 1615    |         | Sigismondo Rapanà               |         | Sindaco | -     |
| 1616    |         | Ferrante Ventura                |         | Sindaco | -     |
| 1617    |         | Ottavio Caraccino               |         | Sindaco | -     |
| 1618    |         | Giovan Pietro Guarino           |         | Sindaco | -     |
| 1619    |         | Giovan Francesco Stomeo         |         | Sindaco | -     |
| 1622    |         | Francesco Marescallo            |         | Sindaco | -     |
| 1623    |         | Raimondo Saetta                 |         | Sindaco | -     |
| 1624    |         | Giovan Pietro Guarino           |         | Sindaco | -     |
| 1625    |         | Giovanni Andrea Guastapane      |         | Sindaco | -     |
| 1626    |         | Orazio Guarino                  |         | Sindaco | -     |
| 1627    |         | Cesare Leone                    |         | Sindaco | -     |
| 1628    |         | Giovan Filippo Prato            |         | Sindaco | -     |
| 1629    |         | Giovanni Domenico Veneziano     |         | Sindaco | -     |
| 1630    |         | Gaspare de Argenteriis          |         | Sindaco | -     |
| 1631    |         | Giovan Francesco Stomeo         |         | Sindaco | -     |
| 1638    |         | Francesco Mettola               |         | Sindaco | -     |
| 1642    |         | Fabio Verardi                   |         | Sindaco | -     |
| 1643    |         | Francesco Mettola               |         | Sindaco | -     |
| 1644    |         | Giovan Francesco Russo          |         | Sindaco | -     |
| 1646    |         | Giovan Battista Maddalone       |         | Sindaco | -     |
| 1647    |         | Federico Bozzi Corso            |         | Sindaco | -     |
| 1648    |         | Diego Gravili                   |         | Sindaco | -     |
| 1649    |         | Carlo Guarino                   |         | Sindaco | -     |
| 1650    |         | Carlo Cito                      |         | Sindaco | -     |
| 1651    |         | Carlo Bozzi Colonna             |         | Sindaco | -     |
| 1652    |         | Donato Antonio Caraccino        |         | Sindaco | -     |
| 1653    |         | Federico Bozzi Corso            |         | Sindaco | -     |
| 1654    |         | Berardino Caputo                |         | Sindaco | -     |
| 1655    |         | Vito Mario Belli                |         | Sindaco | -     |
| 1656    |         | Giovanni Francesco Rossi        |         | Sindaco | -     |
| 1657    |         | Giovanni Angelo Manco           |         | Sindaco | -     |
| 1658    |         | Donato Antonio Fiore            |         | Sindaco | -     |
| 1659    |         | Giovan Battista Guarino         |         | Sindaco | -     |
| 1660    |         | Gioacchino Fanollo              |         | Sindaco | -     |
| 1661    |         | Giovanni Vincenzo Verardi       |         | Sindaco | -     |
| 1662    |         | Marcello Pagliara               |         | Sindaco | -     |
| 1663    |         | Leonardo Mancarella             |         | Sindaco | -     |
| 1664    |         | Diego Carosino                  |         | Sindaco | -     |
| 1665    |         | Giovanni Battista Marescallo    |         | Sindaco | -     |
| 1666    |         | Domenico Stabile                |         | Sindaco | -     |
| 1667    |         | Giovanni Battista Guarino       |         | Sindaco | -     |
| 1668    |         | Berardino Caputo                |         | Sindaco | -     |
| 1669    |         | Vito Mario Belli                |         | Sindaco | -     |
| 1670    |         | Gioacchino Faccollo             |         | Sindaco | -     |
| 1671    |         | Giuseppe Maria Agallo           |         | Sindaco | -     |
| 1674    |         | Andrea Mancarella               |         | Sindaco | -     |
| 1676    |         | Angelo Libetta                  |         | Sindaco | -     |
| 1679    |         | Berardino Verardi               |         | Sindaco | -     |
| 1680    |         | Domenico Stabile                |         | Sindaco | -     |
| 1684    |         | Domenico Stabile                |         | Sindaco | -     |
| 1685    |         | Giuseppe Paladini               |         | Sindaco | -     |
| 1687    |         | Domenico Stabile                |         | Sindaco | -     |
| 1691    |         | Giuseppe Prato                  |         | Sindaco | -     |
| 1693    |         | Francesco Tafuri                |         | Sindaco | -     |
| 1696    |         | Oronzo Gravili                  |         | Sindaco | -     |
| 1697    |         | Oronzo Guarino                  |         | Sindaco | -     |
| 1701    |         | Gioacchino Stabile              |         | Sindaco | -     |
| 1702    |         | Mauro Alessi                    |         | Sindaco | -     |
| 1703    |         | Saverio Tafuri                  |         | Sindaco | -     |
| 1704    |         | Mauro Alessi                    |         | Sindaco | -     |
| 1707    |         | Nicolò Maria Montefuscoli       |         | Sindaco | -     |
| 1708    |         | Mauro Alessi                    |         | Sindaco | -     |
| 1709    | 1711    | Donato Maria Brunetti           |         | Sindaco | -     |
| 1712    | 1713    | Giuseppe Paladini               |         | Sindaco | -     |
| 1714    |         | Mauro Alessi                    |         | Sindaco | -     |
| 1717    |         | Lucio Della Ratta               |         | Sindaco | -     |
| 1719    |         | Giuseppe Giacomo Bozzi Colonna  |         | Sindaco | -     |
| 1721    |         | Gian Vincenzo Della Ratta       |         | Sindaco | -     |
| 1722    |         | Oronzo Mancarella               |         | Sindaco | -     |
| 1723    |         | Marcello Panareo                |         | Sindaco | -     |
| 1726    |         | Nicola Libetta                  |         | Sindaco | -     |
| 1727    |         | Martino Perrone                 |         | Sindaco | -     |
| 1729    |         | Lucio Della Ratta               |         | Sindaco | -     |
| 1735    | 1737    | Oronzo Madalone Marescallo      |         | Sindaco | -     |
| 1738    | 1739    | Celestino Rolli                 |         | Sindaco | -     |
| 1739    | 1740    | Giuseppe Oronzo Tana            |         | Sindaco | -     |
| 1740    | 1741    | Saverio Marescallo              |         | Sindaco | -     |
| 1741    | 1743    | Domenico Antonio Tiso           |         | Sindaco | -     |
| 1743    | 1745    | Angelantonio Paladini           |         | Sindaco | -     |
| 1745    | 1746    | Saverio Panzera                 |         | Sindaco | -     |
| 1746    | 1747    | Domenico Maria Guarino          |         | Sindaco | -     |
| 1747    | 1748    | Oronzo Libetta                  |         | Sindaco | -     |
| 1748    | 1749    | Giuseppe Maria Bozzi Colonna    |         | Sindaco | -     |
| 1749    | 1750    | Giuseppe Saverio Musci          |         | Sindaco | -     |
| 1750    | 1751    | Domenico De Nigris              |         | Sindaco | -     |
| 1751    | 1752    | Orazio Libetta                  |         | Sindaco | -     |
| 1752    | 1753    | Vitantonio Castriota Scanderbeg |         | Sindaco | -     |
| 1753    | 1754    | Giuseppe Saverio Musci          |         | Sindaco | -     |
| 1754    | 1755    | Gaspare Riccio                  |         | Sindaco | -     |
| 1756    |         | Carlo Tafuri                    |         | Sindaco | -     |
| 1757    | 1758    | Pietro Casotti                  |         | Sindaco | -     |
| 1758    | 1759    | Cristoforo Rolli                |         | Sindaco | -     |
| 1759    | 1760    | Oronzo Gesualdo Santoro         |         | Sindaco | -     |
| 1765    | 1766    | Oronzo Nicola Prato             |         | Sindaco | -     |
| 1767    | 1768    | Leonardo Stabile                |         | Sindaco | -     |
| 1768    | 1769    | Giuseppe Saverio Libetta        |         | Sindaco | -     |
| 1769    | 1770    | Giuseppe Romano                 |         | Sindaco | -     |
| 1770    | 1771    | Giuseppe Saverio Libetta        |         | Sindaco | -     |
| 1773    | 1774    | Oronzo Nicola Prato             |         | Sindaco | -     |
| 1774    |         | Carlo Maria Clerici             |         | Sindaco | -     |
| 1785    | 1786    | Pietro Montefuscoli             |         | Sindaco | -     |
| 1786    | 1787    | Paolo Carlino                   |         | Sindaco | -     |
| 1789    |         | Francesco Bozzi Colonna         |         | Sindaco | -     |
| 1791    | 1793    | Nicola Libetta                  |         | Sindaco | -     |
| 1796    | 1797    | Oronzo Giosuè Manzi             |         | Sindaco | -     |
| 1798    | 1799    | Giuseppe Cosma                  |         | Sindaco | -     |
| 1799    | 1800    | Paolo Carlino                   |         | Sindaco | -     |
| 1800    | 1801    | Stefano Maramonte               |         | Sindaco | [ 1 ] |
| 1802    | 1802    | Pasquale Marangio               |         | Sindaco | [ 1 ] |

## Regno napoleonico di Napoli (1806-1815)
| Periodo          | Periodo          | Primo cittadino   | Partito  | Carica  | Note  |
| ---------------- | ---------------- | ----------------- | -------- | ------- | ----- |
| 1807             | 1808             | Pasquale Marangio | Civile   | Sindaco | [ 1 ] |
| 1808             | 25 gennaio 1809  | Domenico Personè  | Barone   | Sindaco | [ 3 ] |
| 26 gennaio 1809  | 12 maggio 1809   | Giorgio Granafei  | Marchese | Sindaco | [ 3 ] |
| 13 maggio 1809   | 31 gennaio 1810  | De Nigris         | Nobile   | Sindaco | [ 3 ] |
| 1º febbraio 1810 | 31 dicembre 1810 | Andrea De Raho    | Nobile   | Sindaco | [ 3 ] |
| 1º gennaio 1811  | 4 febbraio 1812  | Domenico Personè  | Barone   | Sindaco | [ 3 ] |
| 5 febbraio 1812  | 31 dicembre 1814 | Luigi Quarta      | Civile   | Sindaco | [ 3 ] |
| 1º gennaio 1815  |                  | Pasquale Marangio | Civile   | Sindaco | [ 3 ] |

## Regno delle Due Sicilie (1816-1861)
| Periodo | Periodo | Primo cittadino           | Partito | Carica  | Note  |
| ------- | ------- | ------------------------- | ------- | ------- | ----- |
|         | 1817    | Pasquale Marangio         |         | Sindaco | [ 1 ] |
| 1817    | 1819    | Nicola Terra              |         | Sindaco | -     |
| 1821    |         | Francesco Luperto         |         | Sindaco | -     |
| 1828    |         | Luigi Quinto              |         | Sindaco | -     |
| 1838    |         | Luigi Guidotti            |         | Sindaco | [ 4 ] |
| 1841    |         | Paolo Personè             |         | Sindaco | -     |
| 1848    |         | Luigi Bozzicolona         |         | Sindaco | [ 1 ] |
| 1854    | 1858    | Giovanni Battista Guarini |         | Sindaco | -     |

## Regno d'Italia (1861-1946)

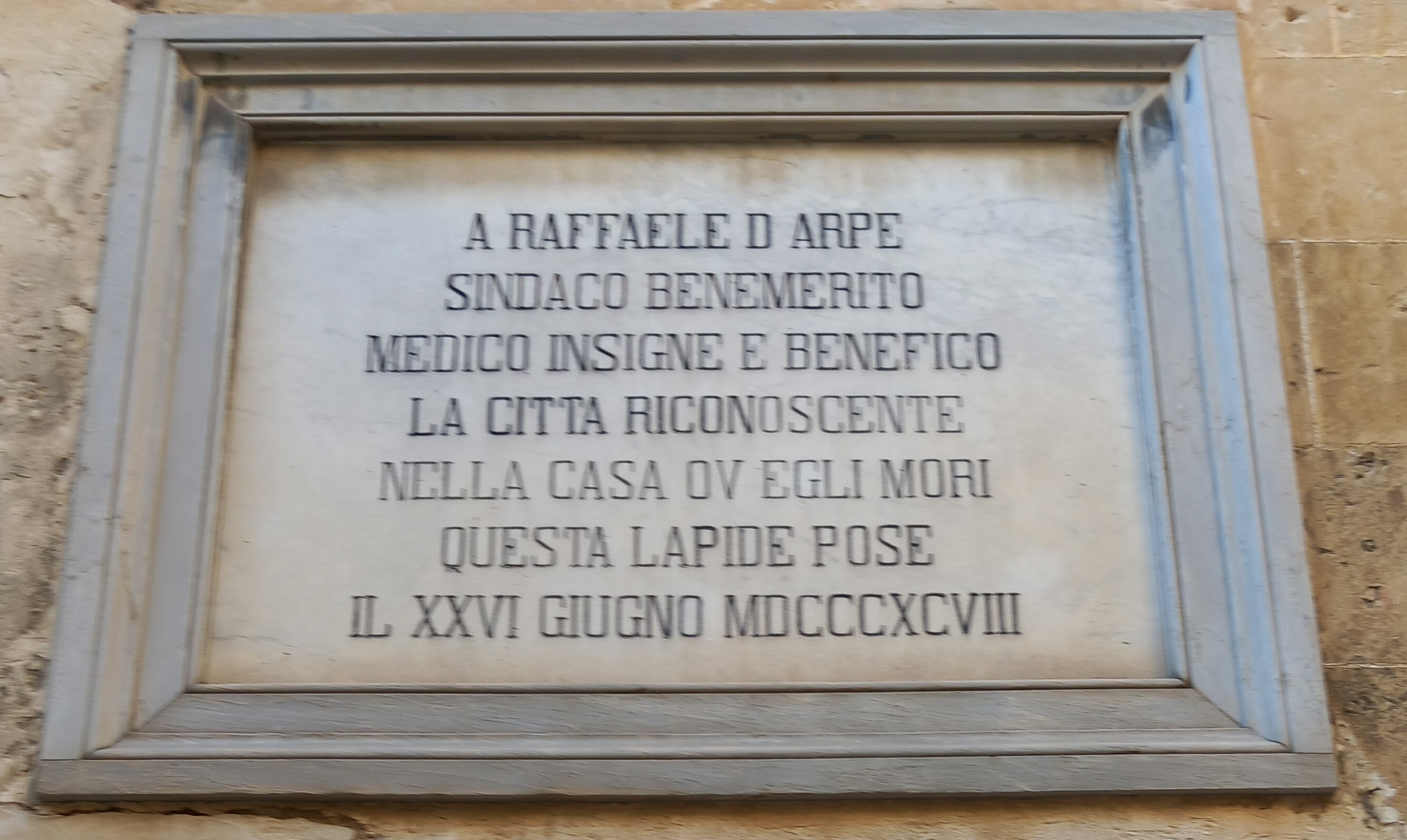
Memoria di Raffaele D'Arpe

Sindaci nominati dal governo (1861-1889)
| Periodo      | Periodo     | Primo cittadino           | Partito | Carica            | Note |
| ------------ | ----------- | ------------------------- | ------- | ----------------- | ---- |
| 1861         | 1862        | Francesco Zaccaria        |         | Sindaco           | -    |
| 1864         |             | Raffaele D'Arpe           |         | Sindaco           | -    |
| 1864         | 1866        | Vincenzo Bernardini       |         | Assessore anziano | -    |
| 1866         | 1867        | Angelantonio Paladini     |         | Sindaco           | -    |
| 1868         |             | Salvatore Pepe            |         | Sindaco           | -    |
| 1868         | ?           | Michele Lupinacci         |         | Sindaco           | -    |
| 1871         | ?           | Antonio Guariglia         |         | Sindaco           | -    |
| 1874         | 1876        | Raffaele D'Arpe           |         | Sindaco           | -    |
| ottobre 1876 | aprile 1878 | Bartolo Lopez y Royo      |         | Sindaco           | -    |
| 1878         | 1884        | Antonio Guariglia         |         | Sindaco           | -    |
| 1884         | 1885        | Antonio Panzera           |         | Sindaco           | -    |
| 1886         | 1887        | Giovan Battista Libertini |         | Sindaco           | -    |
| 1888         | 1889        | Giuseppe Panzera          |         | Sindaco           | -    |

Sindaci eletti dal Consiglio comunale (1889-1926)
| Periodo | Periodo | Primo cittadino              | Partito | Carica                  | Note |
| ------- | ------- | ---------------------------- | ------- | ----------------------- | ---- |
| 1889    | 1893    | Giuseppe Panzera             |         | Sindaco                 | -    |
| 1893    | ?       | Francesco Falco              |         | Sindaco                 | -    |
| 1895    | 1899    | Giuseppe Pellegrino          |         | Sindaco                 | -    |
| 1900    | 1902    | Carlo Russi                  |         | Sindaco                 | -    |
| 1902    | 1903    | Nicola Bodini                |         | Sindaco                 | -    |
| 1903    |         | Carlo Russi                  |         | Sindaco                 | -    |
| 1903    |         | Nicola Bodini                |         | Sindaco                 | -    |
| 1903    | 1904    | Carlo Re                     |         | Commissario Prefettizio | -    |
| 1904    | 1905    | Francesco Falco              |         | Sindaco                 | -    |
| 1905    | 1906    | Nicola Bodini                |         | Sindaco                 | -    |
| 1906    |         | Sebastiano Apostolico Orsini |         | Sindaco                 | -    |
| 1906    |         | Giuseppe Rottondo            |         | Commissario Prefettizio | -    |
| 1906    | 1908    | Carlo Fumarola               |         | Sindaco                 | -    |
| 1908    |         | Giuseppe Rottondo            |         | Commissario Governativo | -    |
| 1908    | 1911    | Giuseppe Pellegrino          |         | Prosindaco              | -    |
| 1911    | 1914    | Egidio Aprile                |         | Sindaco                 | -    |
| 1914    | 1917    | Sebastiano Apostolico Orsini |         | Sindaco                 | -    |
| 1917    | 1919    | Pietro Zanframundo           |         | Commissario Governativo | -    |
| 1919    |         | Domenico Teodorani           |         | Commissario Prefettizio | -    |
| 1919    |         | Gaetano Contegiacomo         |         | Commissario Prefettizio | -    |
| 1919    | 1920    | Filoteo Lozzi                |         | Commissario Prefettizio | -    |
| 1920    | 1921    | Francesco Morea              |         | Sindaco                 | -    |
| 1921    | 1923    | Romeo de Magistris           |         | Sindaco                 | -    |
| 1923    | 1924    | Raffaele Fiamingo            |         | Commissario Prefettizio | -    |
| 1924    | 1926    | Canio Santomauro             |         | Commissario Prefettizio | -    |

Podestà nominati dal governo (1926-1943)
| Periodo | Periodo | Primo cittadino       | Partito  | Carica  | Note  |
| ------- | ------- | --------------------- | -------- | ------- | ----- |
| 1926    | ?       | Antonio Bruno         |          | Podestà | [ 5 ] |
| ?       | 1931    | Giuseppe Stasi        | (dott.)  | Podestà | [ 6 ] |
| 1932    | ?       | Michele Bozzi-Colonna | (nobile) | Podestà | [ 7 ] |

Sindaci del periodo costituzionale transitorio (1943-1946)
| Periodo | Periodo | Primo cittadino | Partito      | Carica  | Note |
| ------- | ------- | --------------- | ------------ | ------- | ---- |
| 1943    | 1946    | Carlo Personè   | Indipendente | Sindaco |      |

## Repubblica Italiana (dal 1946)
| Sindaci eletti dal Consiglio comunale (1946-1995)    | Sindaci eletti dal Consiglio comunale (1946-1995) | Sindaci eletti dal Consiglio comunale (1946-1995) | Sindaci eletti dal Consiglio comunale (1946-1995) | Sindaci eletti dal Consiglio comunale (1946-1995) | Sindaci eletti dal Consiglio comunale (1946-1995) | Sindaci eletti dal Consiglio comunale (1946-1995) | Sindaci eletti dal Consiglio comunale (1946-1995) | Sindaci eletti dal Consiglio comunale (1946-1995) |
| Nominativo                                           | Nominativo                                        | Partito                                           | Partito                                           | Partito                                           | Partito                                           | Mandato                                           | Mandato                                           | Elezione                                          |
| Nominativo                                           | Nominativo                                        | Partito                                           | Partito                                           | Partito                                           | Partito                                           | Inizio                                            | Fine                                              | Elezione                                          |
| ---------------------------------------------------- | ------------------------------------------------- | ------------------------------------------------- | ------------------------------------------------- | ------------------------------------------------- | ------------------------------------------------- | ------------------------------------------------- | ------------------------------------------------- | ------------------------------------------------- |
|                                                      | Nicola Nacucchi                                   |                                                   | Fronte dell'Uomo Qualunque                        | Fronte dell'Uomo Qualunque                        | Fronte dell'Uomo Qualunque                        | 1946                                              | marzo 1948                                        | Elezione 1946                                     |
|                                                      | Gabriele Martirano                                |                                                   | Partito Nazionale Monarchico                      | Partito Nazionale Monarchico                      | Partito Nazionale Monarchico                      | marzo 1948                                        | giugno 1951                                       | Elezione 1946                                     |
|                                                      | Oronzo Massari                                    |                                                   | Partito Nazionale Monarchico                      | Partito Nazionale Monarchico                      | Partito Nazionale Monarchico                      | luglio 1951                                       | 1956                                              | Elezione 1951                                     |
| 1956                                                 | Oronzo Massari                                    | aprile 1958                                       | Partito Nazionale Monarchico                      | Partito Nazionale Monarchico                      | Partito Nazionale Monarchico                      | Elezione 1956                                     |                                                   |                                                   |
|                                                      | Nicola Nacucchi                                   |                                                   | Partito Nazionale Monarchico                      | Partito Nazionale Monarchico                      | Partito Nazionale Monarchico                      | Elezione 1956                                     | giugno 1958                                       | novembre 1960                                     |
|                                                      | Alessandro Agrimi                                 |                                                   | Democrazia Cristiana                              | Democrazia Cristiana                              | Democrazia Cristiana                              | dicembre 1960                                     | marzo 1963                                        | Elezione 1960                                     |
|                                                      | Francesco Sellitto                                |                                                   | Democrazia Cristiana                              | Democrazia Cristiana                              | Democrazia Cristiana                              | maggio 1963                                       | 1964                                              | Elezione 1960                                     |
| 1964                                                 | Francesco Sellitto                                | agosto 1967                                       | Democrazia Cristiana                              | Democrazia Cristiana                              | Democrazia Cristiana                              | Elezione 1964                                     |                                                   |                                                   |
|                                                      | Pietro Lecciso                                    |                                                   | Democrazia Cristiana                              | Democrazia Cristiana                              | Democrazia Cristiana                              | agosto 1967                                       | luglio 1969                                       | Elezione 1967                                     |
|                                                      | Salvatore Capilungo                               |                                                   | Democrazia Cristiana                              | Democrazia Cristiana                              | Democrazia Cristiana                              | luglio 1969                                       | 1970                                              | Elezione 1967                                     |
| 1970                                                 | Salvatore Capilungo                               | 1975                                              | Democrazia Cristiana                              | Democrazia Cristiana                              | Democrazia Cristiana                              | Elezione 1970                                     |                                                   |                                                   |
| 1975                                                 | Salvatore Capilungo                               | giugno 1977                                       | Democrazia Cristiana                              | Democrazia Cristiana                              | Democrazia Cristiana                              | Elezione 1975                                     |                                                   |                                                   |
|                                                      | Salvatore Meleleo                                 |                                                   | Democrazia Cristiana                              | Democrazia Cristiana                              | Democrazia Cristiana                              | Elezione 1975                                     | luglio 1977                                       | 1980                                              |
| 1980                                                 | Salvatore Meleleo                                 | maggio 1983                                       | Democrazia Cristiana                              | Democrazia Cristiana                              | Democrazia Cristiana                              | Elezione 1980                                     |                                                   |                                                   |
|                                                      | Ettore Giardiniero                                |                                                   | Democrazia Cristiana                              | Democrazia Cristiana                              | Democrazia Cristiana                              | Elezione 1980                                     | maggio 1983                                       | settembre 1985                                    |
|                                                      | Salvatore Meleleo                                 |                                                   | Democrazia Cristiana                              | Democrazia Cristiana                              | Democrazia Cristiana                              | settembre 1985                                    | gennaio 1986                                      | Elezione 1985                                     |
|                                                      | Augusto Melica                                    |                                                   | Democrazia Cristiana                              | Democrazia Cristiana                              | Democrazia Cristiana                              | gennaio 1986                                      | 31 ottobre 1988                                   | Elezione 1985                                     |
|                                                      | Francesco Corvaglia                               |                                                   | Democrazia Cristiana                              | Democrazia Cristiana                              | Democrazia Cristiana                              | 31 ottobre 1988                                   | 9 agosto 1990                                     | Elezione 1985                                     |
| 9 agosto 1990                                        | Francesco Corvaglia                               | 10 maggio 1993                                    | Democrazia Cristiana                              | Democrazia Cristiana                              | Democrazia Cristiana                              | Elezione 1990                                     |                                                   |                                                   |
|                                                      | Ottorino Fiore                                    |                                                   | Democrazia Cristiana                              | Democrazia Cristiana                              | Democrazia Cristiana                              | Elezione 1990                                     | 10 maggio 1993                                    | 24 gennaio 1994                                   |
|                                                      | Francesco Corvaglia                               |                                                   | Democrazia Cristiana                              | Democrazia Cristiana                              | Democrazia Cristiana                              | Elezione 1990                                     | 24 gennaio 1994                                   | 14 gennaio 1995                                   |
|                                                      | Mario Laurino (Commissario prefettizio)           | –                                                 | –                                                 | –                                                 | –                                                 | 14 gennaio 1995                                   | 24 aprile 1995                                    | –                                                 |
| Sindaci eletti direttamente dai cittadini (dal 1995) |                                                   |                                                   |                                                   |                                                   |                                                   |                                                   |                                                   |                                                   |
| Nominativo                                           | Nominativo                                        | Partito                                           | Partito                                           | Coalizione                                        | Coalizione                                        | Mandato                                           | Mandato                                           | Elezione                                          |
| Nominativo                                           | Nominativo                                        | Partito                                           | Partito                                           | Coalizione                                        | Coalizione                                        | Inizio                                            | Fine                                              | Elezione                                          |
|                                                      | Stefano Salvemini                                 |                                                   | Partito Democratico della Sinistra                |                                                   | PDS-PPI-PRC-FdV                                   | 8 maggio 1995                                     | 15 novembre 1997                                  | Elezione 1995                                     |
|                                                      | Mario Ciclosi (Commissario straordinario)         | –                                                 | –                                                 | –                                                 | –                                                 | 15 novembre 1997                                  | 25 maggio 1998                                    | –                                                 |
|                                                      | Adriana Poli Bortone                              |                                                   | Alleanza Nazionale                                |                                                   | FI-AN-CCD-CDU                                     | 25 maggio 1998                                    | 28 maggio 2002                                    | Elezione 1998                                     |
|                                                      | Adriana Poli Bortone                              | FI-AN-UDC                                         | Alleanza Nazionale                                | 28 maggio 2002                                    | 29 maggio 2007                                    | Elezione 2002                                     |                                                   |                                                   |
|                                                      | Paolo Perrone                                     |                                                   | Forza Italia poi Il Popolo della Libertà          |                                                   | FI-AN-UDC                                         | 29 maggio 2007                                    | 15 giugno 2012                                    | Elezione 2007                                     |
|                                                      | Paolo Perrone                                     | PdL-IS-FLI                                        | Forza Italia poi Il Popolo della Libertà          | 15 giugno 2012                                    | 30 giugno 2017                                    | Elezione 2012                                     |                                                   |                                                   |
|                                                      | Carlo Salvemini                                   |                                                   | Indipendente                                      |                                                   | PD-L. civiche                                     | 30 giugno 2017                                    | 11 gennaio 2019                                   | Elezione 2017                                     |
|                                                      | Ennio Mario Sodano (Commissario straordinario)    | –                                                 | –                                                 | –                                                 | –                                                 | 11 gennaio 2019                                   | 1º giugno 2019                                    | –                                                 |
|                                                      | Carlo Salvemini                                   |                                                   | Indipendente                                      |                                                   | PD-UdC-L. civiche                                 | 1º giugno 2019                                    | 27 giugno 2024                                    | Elezione 2019                                     |
|                                                      | Adriana Poli Bortone                              |                                                   | Io Sud                                            |                                                   | FdI-IS-LSP-UdC-FI-L. civiche                      | 27 giugno 2024                                    | in carica                                         | Elezione 2024                                     |